# Filistinismo

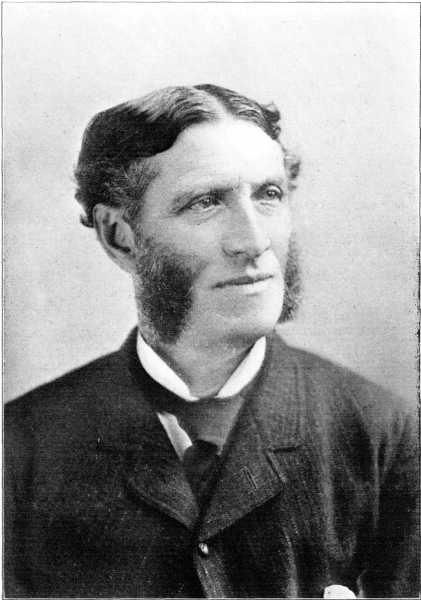
O poeta e crítico cultural britânico Matthew Arnold adaptou a palavra alemã Philister para o inglês como a palavra filisteu para indicar anti-intelectualismo.

Nos campos da filosofia e estética, o termo pejorativo filistinismo descreve "os costumes, os hábitos e o caráter, ou o modo de pensar de um filisteu", que se manifesta como uma atitude anti-intelectual, que socialmente subestima e despreza a arte, o belo, o intelecto e a espiritualidade. O filisteu é uma pessoa de mente presunçosa, limitada, que possui uma moralidade convencional, cujos pontos de vista materialistas e gostos indicam falta e indiferença dos valores culturais e estéticos.
Desde o Século XIX, a denotação contemporânea de filistinismo, como o comportamento de quem é "ignorante, mal-comportado, desprovido de cultura, ou da apreciação artística, e preocupado apenas com valores materialistas" deriva de Matthew Arnold, que adaptou para o inglês a palavra alemã Philister, usado por estudantes universitários nas relações antagônicas com os habitantes da cidade de Jena, na Alemanha, onde em 1689, uma briga resultou em várias mortes.
Na sequência, o clérigo da universidade referiu-se ao antagonismo habitante vs. estudante com um sermão admoestatório "Os Filisteus vêm Sobre Ti", elaborado a partir do Livro dos Juízes (Cap. 16, 'Sansão contra os Filisteus'), do Tanakh e do Velho Testamento. Em Word Research and Word History, o filólogo Friedrich Kluge disse que a palavra filisteu originalmente tinha um significado positivo, ao identificar um homem alto e forte, tal como Golias; posteriormente, o significado foi alterado para identificar os "guardas da cidade".

## História
Conforme o uso alemão, estudantes universitários aplicam o termo Philister (Filisteu) para descrever uma pessoa que não foi formada na universidade; no contexto social alemão, o termo identifica o homem (Philister) e a mulher (Philisterin) que não pertencem ao conjunto social  da universidade.
Em inglês, como um termo descritivo do anti-intelectualismo, a palavra filisteu — a pessoa deficiente na cultura das artes liberais, era corrente o uso britânico na década de 1820, que descrevia o burguês, o comerciante de classe média da Era Vitoriana (1837-1901), cuja riqueza tornava-os indiferentes à cultura. Em Culture and Anarchy: An Essay in Political and Social Criticism (1869), Matthew Arnold disse:
Agora, o uso da cultura é o que nos ajuda, pela forma de que padrão espiritual de perfeição, considerar a riqueza tão somente como maquinário, mas realmente perceber e sentir que é assim. Se não fosse por esse efeito expurgatório em nossas mentes pela cultura, o mundo todo, o futuro, assim como o presente, inevitavelmente pertenceriam aos Filisteus. As pessoas que creem que nossa maior grandeza e bem-estar são providos por nossas riqueza e quem mais dá suas vidas e pensamentos para tornar-se rico, são justamente as pessoas que chamamos de Filisteus. A cultura diz: “Considerem estas pessoas, então, sua maneira de viver, seus hábitos, seus modos, o tom de suas vozes; observem-nos atentamente; observem a literatura que eles leem, as coisas que lhes dão prazer, as palavras que saem de suas bocas, os pensamentos que mobiliam suas mentes; qualquer quantia de riqueza vale com a condição de se tornar como essas pessoas que a têm?”— Culture and Anarchy (1869) pp. 28–29.

## Usos
As denotações e conotações dos termos filistinismo e filisteu evoluíram para descrever de forma consistente a pessoa rude que é hostil à arte, à alta cultura e ao intelectualismo, e que, em seu lugar, prefere viver dentro do materialismo econômico e do consumo conspícuo, considerando-os como as principais atividades humanas.
Século XVII
Enquanto envolvido em uma ação judicial, o escritor e poeta Jonathan Swift (1667-1745), na gíria da sua época, descreveu um rude oficial de justiça como um filisteu, alguém que é considerado um inimigo impiedoso.
Século XVIII
O polímata Johann Wolfgang von Goethe (1749-1832) descreveu a personalidade filisteia, indagando:
Que é um filisteu? Uma tripa oca, cheia de medo e esperança, da qual Deus terá misericórdia!
Na peça do estilo comédia de costumes, Os Rivais (1775), Richard Brinsley Sheridan (1751-1816) identifica um violento aristocrata como 'o filisteu  sanguinário, Sir Lucius O'Trigger'.
Século XIX
O filósofo Friedrich Nietzsche (1844-1900), identificou o filisteu como uma pessoa que, por falta de verdadeira unidade, só pode definir estilo no negativo.
Século XX
- No romance Der Ewige Spießer (O Eterno Filisteu, 1930), o escritor austro-húngaro Ödön von Horváth (1901-1938) ridicularizou a grosseria cultural do filisteu e sua limitada visão de mundo. O filisteu da história é um empresário fracassado, um vendedor de carros usados, que aspira a uma vida de riqueza e ostentação; para concretizar esse desejo, ele procura satisfazer uma mulher rica que vai apoiá-lo, e então embarca numa viagem de trem de Munique para Barcelona para buscá-la na Feira Mundial.
- Nas Lectures on Russian Literature (1981), no ensaio 'Philistines e Philistinism' o escritor Vladimir Nabokov (1899-1977) descreve o homem e a mulher filisteus:

Uma pessoa adulta cujos interesses são materialistas e comuns, vulgares, baseados no lugar-comum e cuja mentalidade é formada por ideias-padrão, baseadas nas convenções sociais de seu tempo e de sua sociedade. Disse pessoa "adulta" porque a criança ou o adolescente que podem se parecer com pequenos filisteus são apenas pequenos papagaios a imitar o comportamento dos "vulgaristas" adultos e é mais fácil ser um papagaio que uma garça branca. “Vulgarista” é mais ou menos sinônimo de “filisteu”: a ênfase em "vulgarista" não está tanto no convencionalismo de um filisteu, como na vulgaridade de algumas de suas noções convencionais. Eu poderia também usar os termos “polido” e “burguês”. "Polido" implica a vulgaridade refinada, pior do que a simples rudeza. Arrotar diante de alguém pode ser rude, mas dizer “desculpe-me” após um arroto é polido, e assim pior que vulgar. O termo burguês eu uso seguindo Flaubert e não Marx. Burguês, no sentido empregado por Flaubert, é um estado da mente, não do bolso. Um burguês é um filisteu convencido, um vulgarista dignificado... falando em geral, o filistinismo pressupoes um certo estágio avançado de civilização, onde, ao longo das eras, certas tradições amontoaram-se e começaram a feder.
- Nas Lectures about Litterature (1982), ao falar do romance Madame Bovary (1856), sobre a esposa  burguesa de um médico do interior, Nabokov disse que o filistinismo manifesta-se na atitude puritana demonstrada pelo homem ou pela mulher que acusa uma obra de arte de ser obscena.[6]